# حزب الفلاحين الوطني
حزب الفلاحين الوطني (المعروف أيضًا باسم حزب المزارعين الوطني؛ بالرومانية: Partidul Național Țărănesc، أو Partidul Național-Țărănist، PNȚ) كان حزبًا سياسيًا يتبع فلسفة الإصلاح الزراعي في مملكة رومانيا. وجرى تشكيله في عام 1926 من خلال اندماج الحزب الوطني الروماني (بّي إن أر)، وهو مجموعة إقليمية محافظة تركزت في ترانسيلفانيا، مع حزب الفلاحين (بّي تي)، والذي جمع الحركة الزراعية ذات الميول اليسارية في المملكة القديمة وبيسارابيا. وجاء الاندماج النهائي بين الحزبين بعد تقارب استمر عقدًا من الزمن، وأدى الاندماج إلى ظهور منافس قوي للحزب الليبرالي القومي المهيمن (بّي إن إل). واتفق الفلاحون الوطنيون على مفهوم «دولة الفلاحين»، التي دافعت عن الملكية الصغيرة ضد رأسمالية الدولة أو اشتراكية الدولة، واقترحوا التعاونية الزراعية الطوعية كأساس للسياسة الاقتصادية. وكان يُنظر إلى الفلاحين على أنهم أول خط دفاع عن القومية الرومانية والنظام الملكي للبلاد، وأحيانًا ضمن نظام النقابوية الاجتماعية. وإقليميًا أعرب الحزب عن تعاطفه مع اتحاد البلقان وساندوا المكتب الزراعي الدولي؛ أما داخليًا دافع الحزب عن اللامركزية الإدارية واحترام حقوق الأقليات، وكذلك ساند الجمهورية لفترة وجيزة. وظل منقسمًا على أسس أيديولوجية بشكل رئيسي، وقاد ذلك إلى سلسلة من الانشقاقات.
مع هجمات حزب الفلاحين الوطني على مؤسسة الحزب الليبرالي القومي، بدأ تأييده لملكية سلطوية، ولم تظهر أي مقاومة للمؤامرة التي أتت بكارول الثاني لاعتلاء العرش الروماني في عام 1930. وعلى مدى السنوات الخمس التالية ناور كارول ضد حزب الفلاحين الوطني، وعارض ذلك محاولاته لقلب الديمقراطية الليبرالية. وكانت حكومات حزب الفلاحين الوطني في السلطة لمعظم الوقت بين عامي 1928 و1933، وكان الزعيم إيوليو مانيو رئيس الوزراء الأطول خدمة. وبدعم من الديمقراطيين الاجتماعيين الرومانيين نهضوا بدولة الرفاهية في رومانيا، لكنهم فشلوا في معالجة الكساد الكبير، ونظموا حملات قمع ضد العمال الراديكاليين في لوبيني وغريفيتا. وأدت هذه القضية إلى دخول مانيو في صراع مع الحزب الشيوعي الروماني المحظور، على الرغم من أن حزب الفلاحين الوطني، ولا سيما يساره، فضل الجبهة الشعبية الرومانية. ومنذ عام 1935 دعم معظم الجناح الوسطي مناهضة الفاشية، متغلبًا على اليمين المتطرف في حزب الفلاحين الوطني، والذي انقسم كجبهة رومانية تحت قيادة ألكسندرو فايدا فويفود. وفي تلك الفترة أنشأ حزب الفلاحين الوطني وحدات شبه عسكرية مؤيدة للديمقراطية، أو حرس الفلاحين. ومع ذلك وقع الحزب اتفاقية تعاون مؤقتة مع الحرس الحديدي الفاشي قبل الانتخابات الوطنية في عام 1937، ما أثار الكثير من الجدل بين ناخبيه.
حُظر حزب الفلاحين الوطني في ظل جبهة النهضة الوطنية (1938-1940)، والتي استوعبت أيضًا الوسطيين. وأعيد تجميع الحزب تحت قيادة مانيو، وظل نشطًا طوال الحرب العالمية الثانية كمنظمة سرية تسامحت معها الأنظمة الفاشية المتعاقبة، لكن الحزب دعم لقوات الحلفاء؛ كما نظم احتجاجات ضد ترحيل الأقليات ولأجل عودة ترانسيلفانيا الشمالية. وبجانب الحزب الليبرالي القومي والشيوعيين نفذ انقلاب أغسطس عام 1944، وبرز كأقوى حزب في الفترة الديمقراطية اللاحقة (1944-1946). وفي تلك المرحلة جرى قمع الفلاحين الوطنيين كمحرضين على المقاومة ضد الشيوعية. وسُجل حزب الفلاحين الوطني على أنه خسر الانتخابات المزورة في عام 1946، ثم حُظر بعد «قضية تامادو» عام 1947. واعتقل النظام الشيوعي الكثير من أعضاء الحزب، على الرغم من السماح لبعض اليساريين الموالين للشيوعية بالإفراج عنهم. وتوفي كل من مانيو ونائبه اليساري أيون ميهالاكي في السجن.
جرى إحياء خلايا حزب الفلاحين الوطني في الشتات الروماني من قبل قادة الشباب مثل أيون راتيو، وكان له تمثيل داخل اللجنة الوطنية الرومانية. كما سمح إطلاق سراح السجناء السياسيين لحزب الفلاحين الوطني بادعاء وجوده داخل رومانيا. وبرز كورنيليو كوبوسو كزعيم سري لهذا الاتجاه، والذي جرى قبوله في الاتحاد العالمي للديمقراطيين المسيحيين. وأصبح الحزب المسمى حزب الفلاحين الوطني الديمقراطي المسيحي خليفته القانوني من أوائل الجماعات السياسية المسجلة بعد ثورة ديسمبر عام 1989.

## التاريخ

### تشكيل الحزب
كانت أول تجربة حكومية لزعيم حزب الفلاحين الوطني المستقبلي مانيو خلال اتحاد ترانسيلفانيا مع رومانيا. وبالتحالف مع الاشتراكيين في ترانسيلفانيا نظم حزبه الوطني الروماني مجلس إدارة ترانسيلفانيا، والذي عمل كحكومة انتقالية في تلك المنطقة حتى أبريل عام 1920. وكانت هذه الهيئة ضد الحكم الذاتي الإقليمي بشكل صريح، وكانت مبادراتها المتميزة في مجال الرعاية الاجتماعية. وقدم طبيب الحزب الوطني الروماني إيوليو مولدوفان علم تحسين النسل بصفته وزيرًا إقليميًا للرعاية الاجتماعية، والذي ظهر أيضًا على أنه أهلانية في الفكر السياسي لزعيم الحزب الوطني الروماني ألكسندرو فايدا فويفود. وتأسس حزب الفلاحين، الذي كان مقره في المملكة الرومانية القديمة، في ديسمبر عام 1918 على يد مدرس المدرسة أيون ميهالاكي، بمساعدة أكاديميين مثل فيرجيل ميدجارو وديمتري غوستي. وسرعان ما رسخت المجموعة نفسها في بيسارابيا، التي اتحدت آنذاك حديثًا مع رومانيا. وكان هذا بسبب ضمها للكثير من حزب الفلاحين البيسارابي تحت قيادة بان هاليبا وكونستانتين ستيري. وفي عام 1921 انضم نيكولاي لوبو إلى حزب الفلاحين، والذي كان عضوًا سابقًا في حزب العمال.
في 1919-1920 تمكن الحزب الوطني الروماني من التغلب على الحزب الليبرالي القومي، وشكل بدعم من حزب الفلاحين الحكومة الوطنية الرومانية برئاسة فايدا فويفود. وشارك ميهالاكي شخصيًا في صياغة مشروع الإصلاح الزراعي، واتخذ موقفًا ثوريًا أدى إلى زيادة كبيرة في نسبة أصحاب الممتلكات الصغيرة. وجرى إسقاط حكومة فايدا على يد الملك فرديناند الأول، الذي فضل علنًا الليبراليين القوميين. وجاءت عودة الحزب الليبرالي القومي إلى السلطة مع اعتماد دستور جديد ومع سن الإصلاح الزراعي، ما أدى إلى توسيع نطاق فئة أصحاب الممتلكات الصغيرة في رومانيا. وكان لهذا الأمر نتيجة غير مقصودة إذ أوجد تجمعًا انتخابيًا لأحزاب المعارضة؛ كما رفع آمال الفلاحين في أن الاقتصاد الروماني لا يزال قائمًا حول الفلاحين المستهلكين. وفي هذه المرحلة عارض كل من حزب الفلاحين والحزب الوطني الروماني الدستور، باعتبار أنه مفروضًا على الشعب الروماني من قبل الحزب الليبرالي القومي، وجادلوا بأنه ترك البلاد عرضة لإساءة استخدام السلطة في المستقبل.
بدأت المجموعتان المعارضتان سلسلة طويلة من المفاوضات، ما أدى في النهاية إلى إنتاج مجموعة من المبادئ للاندماج. وبدأت في مايو عام 1924 محادثات غير رسمية بين ستيري وفاسيلي جولديتش من الحزب الوطني الروماني، وقاد ذلك إلى اتفاق مبدئي في يونيو. وخلال هذه العملية تخلى حزب الفلاحين عن الكثير من برنامجه الراديكالي. ومع ذلك دعم الفلاحون اليساريون منظّرهم الأيديولوجي ستيري، الذي كان له ماضٍ مثير للجدل، لشغل منصب قيادي في الهيئة الموحدة. ولكن جرت معارضة هذا الاقتراح بشدة من قبل شخصيات اليمين في الحزب الوطني الروماني مثل فايدا وفويكو نيتسكو. ولم يكن الاتحاد ممكنًا إلا بعد أن «ضحى» ميهالاكي بستيري. وجرى اختبار التعاون بين الحزبين بنجاح خلال انتخابات الغرف الزراعية في أغسطس عام 1925، وهي هيئة استشارية مهنية. وفي الانتخابات المحلية في أوائل عام 1926 أدار كلا الحزبين كتلة معارضة موحدة، بالاشتراك مع حزب الشعب (بّي بّي) بزعامة أليكسندرو أفيريسكو؛ وانضم إليهم أيضًا كتلة العمال الفلاحين (بي إم تي)، التي عملت كواجهة قانونية للحزب الشيوعي الروماني السري. وانسحب حزب الشعب من هذا الاتفاق بمجرد أن دعا فرديناند أفيريسكو لتولي السلطة. وقد كان مانيو الخيار الأول، لكنه استُبعد في النهاية لارتباطه بميهالاكي الذي اعتبره فرديناند راديكاليًا خطيرًا.